# Iberolacerta cyreni
La lucertola delle rocce dei Monti Centrali (Iberolacerta cyreni Müller e Hellmich, 1937) è un raro rettile squamato della famiglia dei Lacertidi.

## Descrizione
Lucertola di corporatura robusta e taglia media, con corpo lungo fino a 7,5 cm, è molto simile alla lucertola iberica, di cui nel 1937 fu classificata come sottospecie. Ha un capo appiattito e largo, una lunga coda e una colorazione variabile del dorso, nei maschi solitamente costituita da un motivo di macchie nere, in parte fuse tra loro, su sfondo verde o giallognolo, più raramente brunastro. Sui fianchi è spesso visibile una reticolatura nera, mentre non sono presenti macchie blu sulle spalle. Le femmine sono solitamente meno vistose, marroni con marcature scure. Le parti inferiori vanno dal biancastro al verdognolo, senza macchie. Gli esemplari giovani hanno code di colore azzurro intenso.

## Biologia
La lucertola delle rocce dei Monti Centrali forma spesso popolazioni numerose ed è una specie resistente a lunghi inverni e ad estati fresche e umide. La sua dieta è costituita da ragni, piccoli insetti come coleotteri, ditteri e formiche e altri artropodi. Durante la stagione riproduttiva, in primavera e all'inizio dell'estate, i maschi diventano territoriali, difendendo aree che occupano insieme a diverse femmine. Queste ultime tra luglio o agosto depongono 3-9 uova nel terreno, nascoste sotto sassi. La schiusa avviene dopo circa 2 mesi, tra agosto e settembre.

## Distribuzione e habitat
La lucertola delle rocce dei Monti Centrali compare esclusivamente sui rilievi centrali spagnoli della Sierra de Guadarrama e della Sierra de Gredos, tra 1800 e 2500 m di altitudine. Predilige in particolare pendici montane rocciose, ricoperte di erba e arbusti, ma anche depressioni relativamente umide e fredde o falde detritiche con blocchi rocciosi sparsi.

## Tassonomia
La forma nominale I. c. cyreni (Müller e Hellmich, 1937) è stata individuata sulla Sierra de Guadarrama, I. c. castiliana (Arribas, 1996) sulla vicina Sierra de Gredos.